# كيفن كيماني
كيفن كيماني (بالإنجليزية: Kevin Kimani)‏ (12 يونيو 1989 بنيروبي في كينيا - ) هو لاعب كرة قدم كيني في مركز الوسط. شارك مع منتخب كينيا لكرة القدم.

## روابط خارجية
- كيفن كيماني على موقع قاعدة بيانات كرة القدم.إي يو (الإنجليزية)
- كيفن كيماني على موقع ناشيونال فوتبول تيمز (الإنجليزية)
- كيفن كيماني على موقع Soccerway.com (الإنجليزية)